# Люцерна хмелецвіта
{{#ifeq:0|0|{{#if:|{{#if:Medicagolupulina|[[]}}|}}}}
Люцерна хмелецвіта, люцерна хмелевидна  (Medicago lupulina) — вид квіткових рослин родини бобові (Fabaceae). Латинський епітет lupulina означає «хмелеподібний» (Humulus lupulus).

## Опис
Зелена, однорічна чи дворічна трав'яниста рослина, що досягає висот приблизно від 10 до 50 сантиметрів. Коріння містить вузлики азотофіксуючих бактерій. Рослини, які виживають протягом більше ніж 1 року, можуть розвинути глибокий корінь. Листок поділений на три обернено-яйцюваті частини. Відносно невеликі, сферичні, гроноподібні суцвіття містять від 10 до 50 квітів що нагадують хмелеві. Квіти жовті, довжиною від 2 до 5 міліметрів. Плід являє собою невеликий, яйцеподібний стручок, від одного до двох міліметрів у довжину, який не відкривається при дозріванні, але твердне і стає чорним, коли дозрілий. Кожен плід містить 1 бурштинового кольору насіння.

## Поширення, екологія
Країни поширення: Північна Африка: Алжир, Єгипет, Лівія, Марокко, Туніс. Азія: Саудівська Аравія, Ємен, Афганістан, Кіпр, Іран, Ірак, Ізраїль, Ліван, Сирія, Туреччина, Китай, Корея, Тайвань [пн.], Індія — Біхар, Делі, Гуджарат, Харьяна, Хімачал-Прадеш, Джамму і Кашмір, Мадхья-Прадеш, Пенджаб, Раджастхан, Уттар-Прадеш, Західна Бенгалія, Непал, Пакистан. Кавказ: Вірменія, Азербайджан, Грузія, Росія — Передкавказзя, Дагестан, Європейська частина. Європа: Данія, Фінляндія, Ірландія, Норвегія, Швеція, Об'єднане Королівство, Австрія, Бельгія, Чехія, Словаччина, Німеччина, Угорщина, Нідерланди, Польща, Швейцарія, Білорусь, Естонія, Латвія, Литва, Україна [вкл. Крим], Албанія, Болгарія, Колишня Югославія, Греція [вкл. Крит], Італія [вкл. Сардинія, Сицилія], Румунія, Франція [вкл. Корсика], Португалія [вкл. Мадейра], Гібралтар, Іспанія [вкл. Канарські острови]. Натуралізований у багатьох інших частинах світу, культивується також.
Населяє набережні, луки, вологі западини і поля; 0–2500 м. Використовується як корм дуже гарної якості, для виробництва меду, як поліпшувач ґрунту. Період цвітіння триває з травня по жовтень.

## Практичне використання
Це одна з рослин, що використовується як символ (seamróg) ірландцями під час святкування Дня святого Патріка.

## Галерея

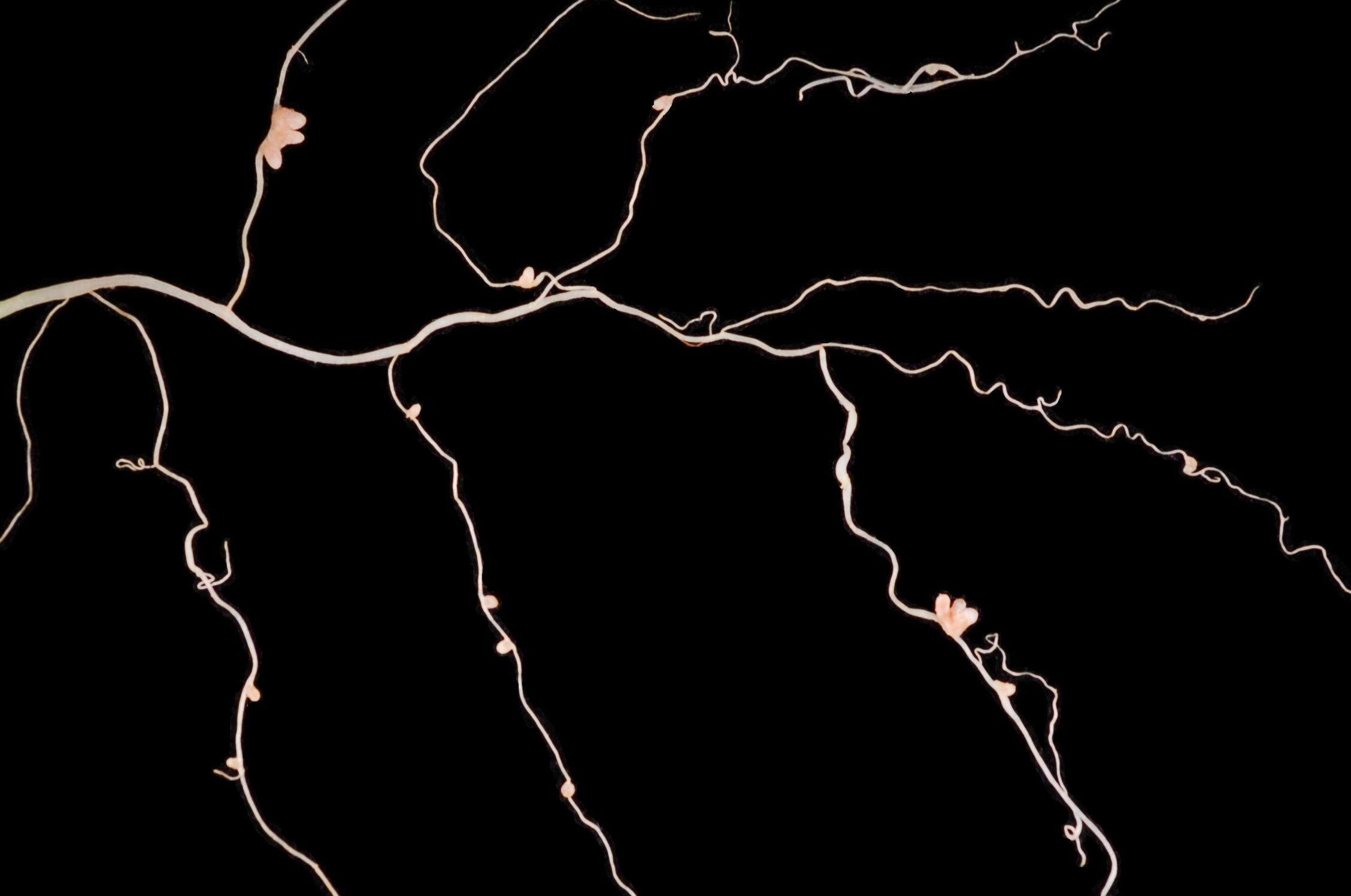
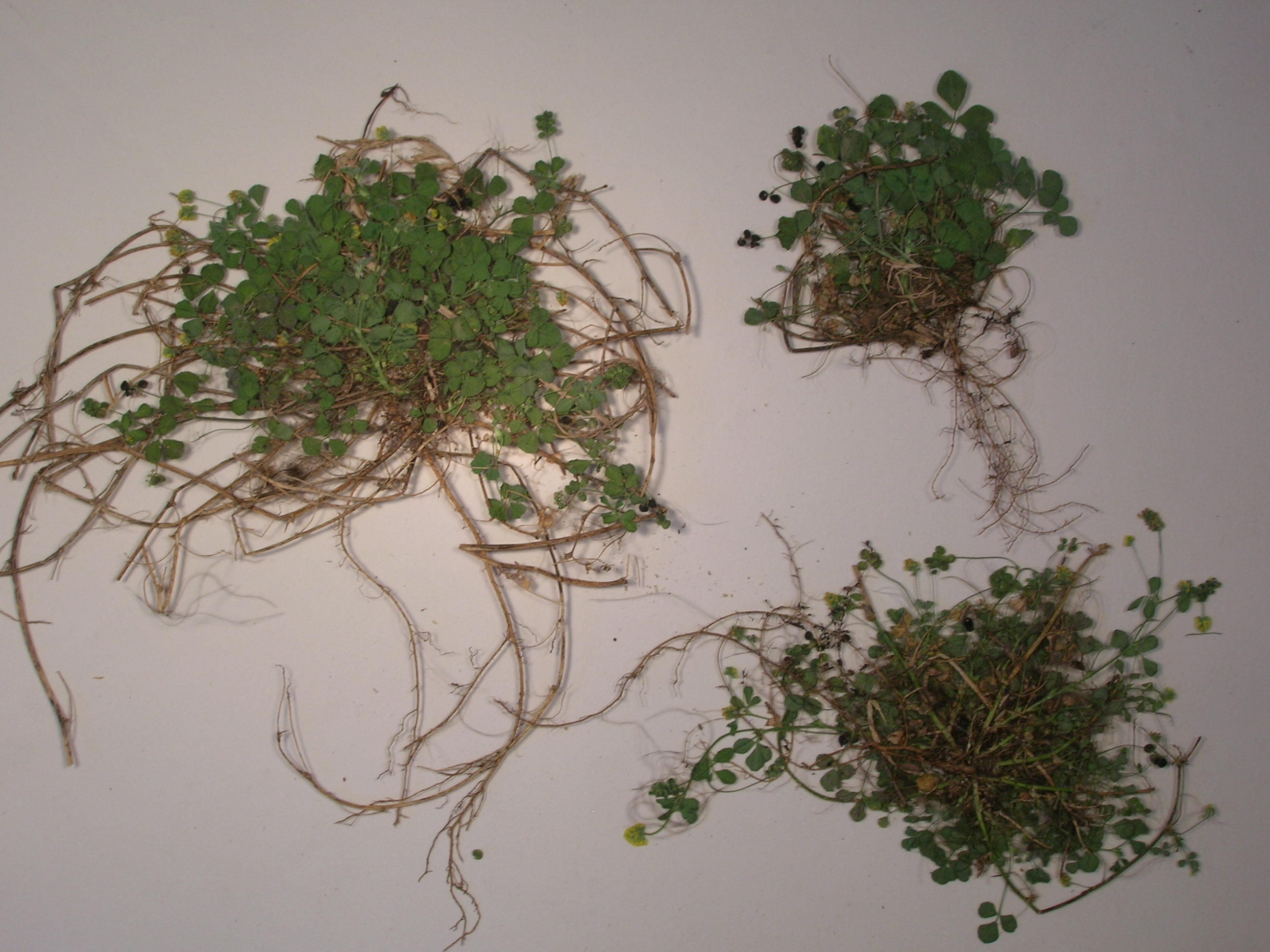
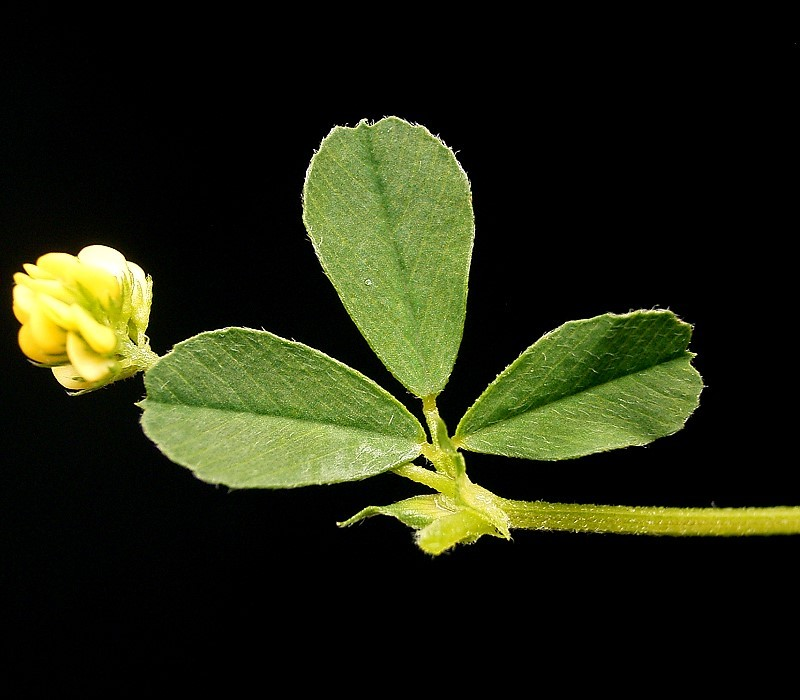
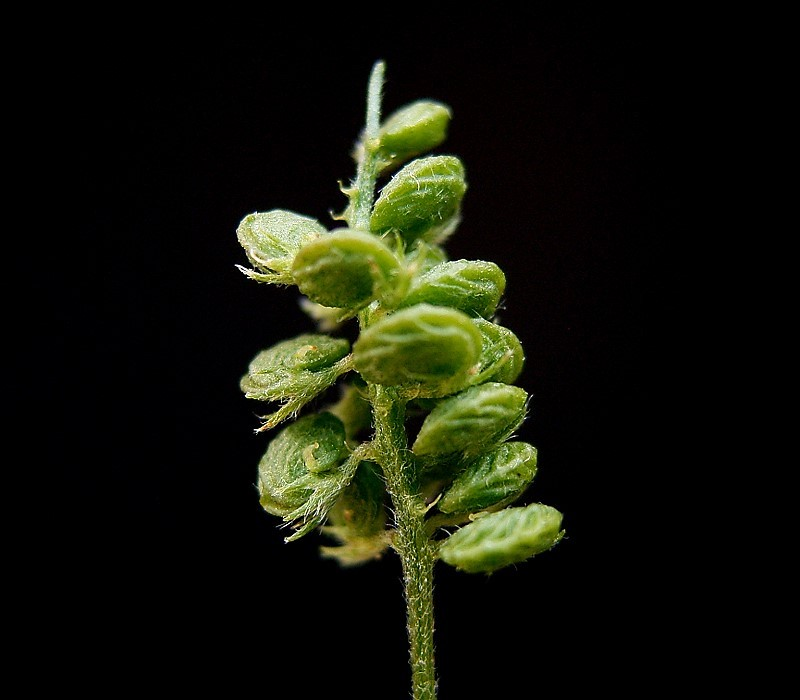
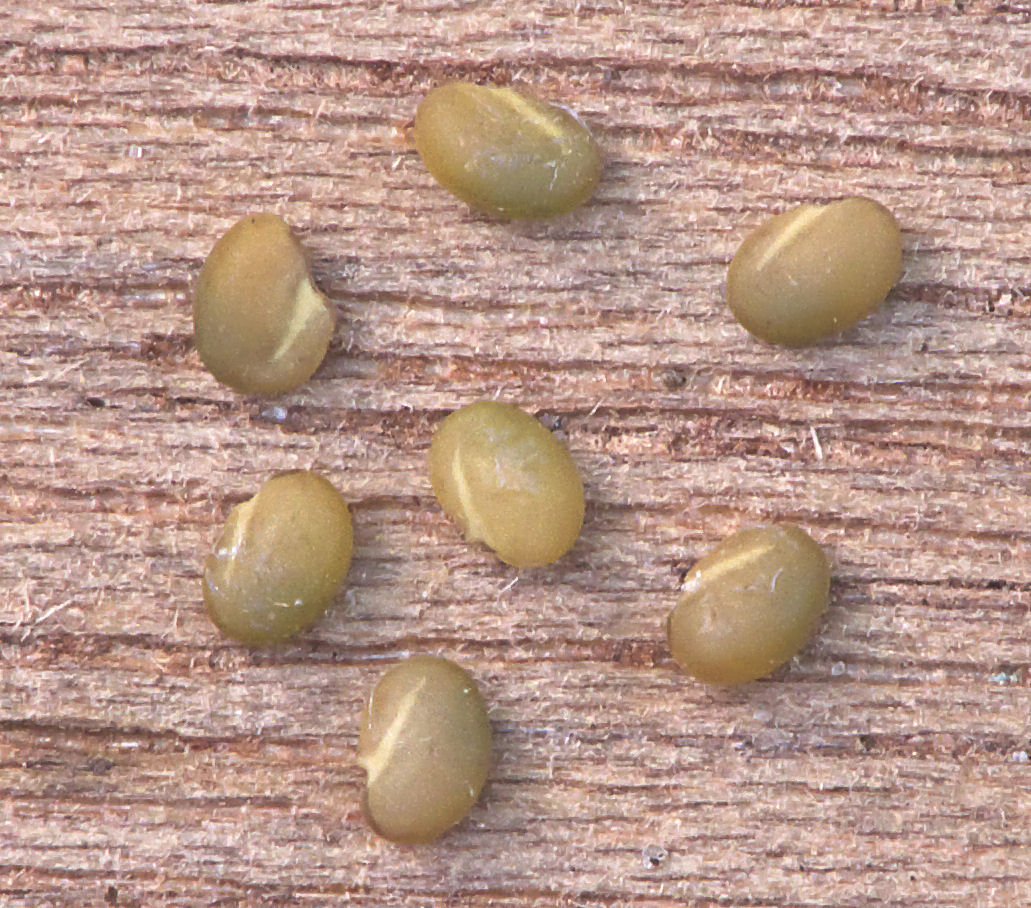
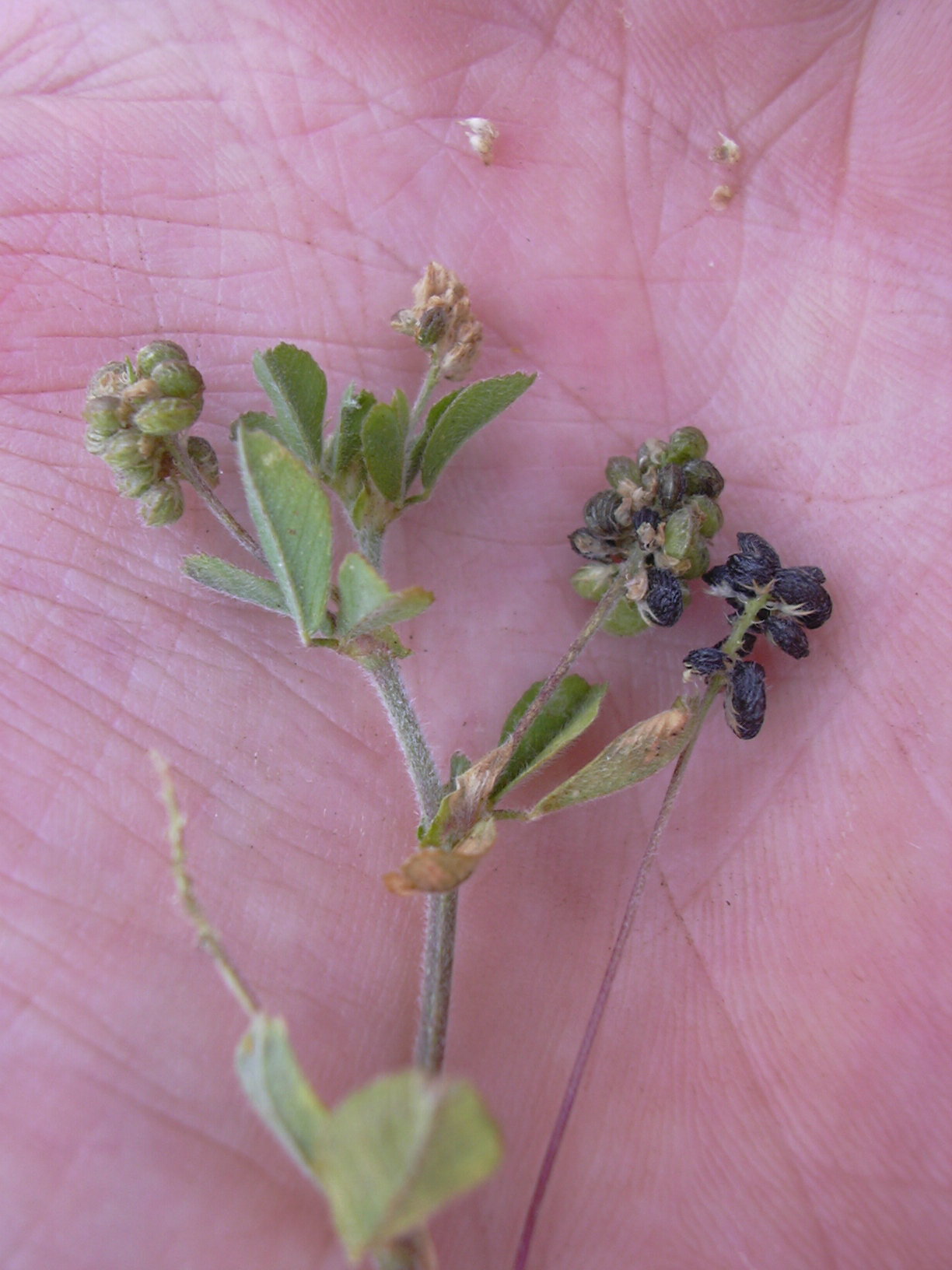
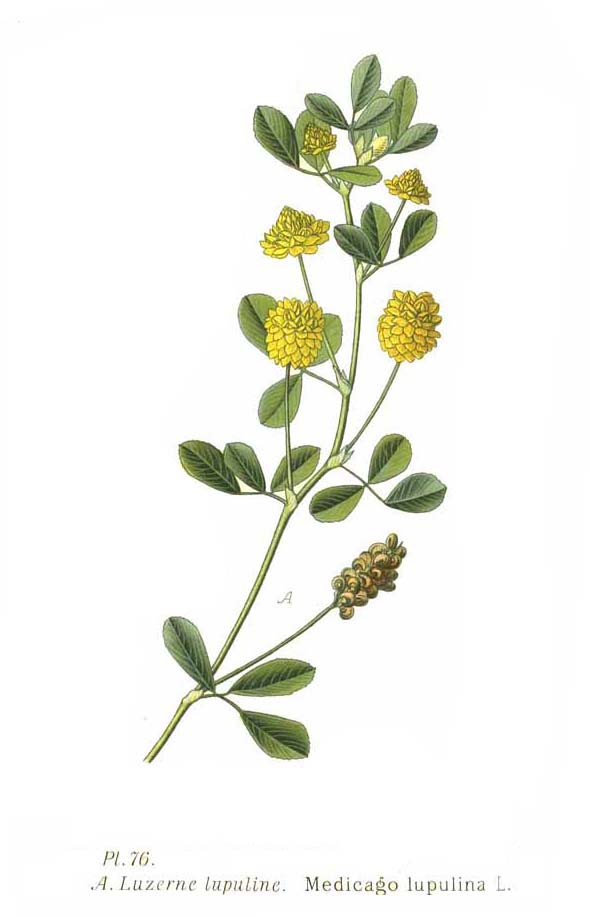